# Hevaheva silvestris
Hevaheva silvestris är en insektsart som beskrevs av George Willis Kirkaldy 1908. Hevaheva silvestris ingår i släktet Hevaheva och familjen spetsbladloppor. Inga underarter finns listade i Catalogue of Life.